# Tour de India
El Tour de India o CFI International Race son varias carreras ciclistas de un día, agrupadas bajo un mismo nombre común, que se disputan en varias ciudades de India. Las primeras ediciones se realizaban en el mes de febrero con un día de descanso entre ellas aunque posteriormente se ha ido cambiando de fechas y los días de descanso entre ellas. El número que acompaña a cada carrera en el nombre internacional oficial identifica al orden por el que se disputan.
Todas ellas estuvieron encuadradas dentro del UCI Asia Tour en las primeras dos ediciones (2010-2011). En 2012, quedaron fuera del calendario asiático, retornando en 2013. 

## Carreras

### Mumbai
La que se disputa en Bombay es la decana de ellas y la única que se ha corrido todos los años. Se comenzó a disputar en 2010, dentro de la categoría 1.2 (última categoría de profesionalismo) aunque a pesar de ello pudo contar con el equipo de categoría UCI ProTeam del Saxo Bank. En 2011 ascendió a la categoría 1.1 y contó con la participación de equipos de nivel como el RadioShack o el Liquigas. En 2012, al igual que las otras 2 carreras de ese año (Srinagar y Dehli), bajó de categoría y se disputó como NE (amateur o evento nacional) fuera del calendario internacional, para volver de nuevo a dicho calendario profesional al año siguiente con el nuevo nombre de CFI International race 1, Mumbai y dentro de la categoría 1.2. Su recorrido ha variado de kilometraje teniendo entre 70 km y 100 km de trazado con inicio, varios pasos y final en Bombay.

### Nashik
La de Nashik solo se disputó en 2011, dentro la categoría 1.1. Tuvo un recorrido de 175 km, con inicio, varios pasos y final en Nashik.

### Pune
La de Pune iba a disputarse en 2012 e iba a ser de una categoría menor que las demás: 1.2 (última categoría de profesionalismo), pero finalmente no llegó a realizarse siendo sustituida por la de Srinagar.

### Srinagar
La carrera en Srinagar se corrió por primera y única vez en 2012 como amateur. Al no tener nombre oficial en el calendario internacional en algunos medios se consideró como la segunda carrera de Mumbai aunque en su web se indicó como Tour de India-Srinagar. Tuvo 120 km de recorrido con inicio, varios pasos y final en Srinagar.

### Delhi
La carrera en Delhi se corrió por primera vez en 2012, en el Circuito Internacional de Buddh donde se realiza el Gran Premio de la India de Fórmula 1. Su primera edición fue amateur y al no tener nombre oficial en el calendario internacional algunos medios se la consideró la tercera de Mumbai; aunque en su web de indicase como Tour de India-Delhi; la segunda si fue profesional con el nombre oficial de CFI International race 3, Dehli, dentro de la categoría 1.2 (última categoría del profesionalismo). El recorrido es de 25 vueltas a dicho circuito totalizando 128,1 km.

### Jaipur
La de Jaipur es la última en crearse con el nombre oficial de CFI International race 2, Jaipur. Al igual que las anteriores ese año estuvo dentro de la categoría 1.2 (última categoría del profesionalismo). Tuvo 130 km de recorrido con inicio, varios pasos y final en Jaipur.

## Nombre de las carreras
En amarillo, edición amateur.
| Año  | Bombay                                    | Nashik                                              | Pune                                                  | Srinagar               | Delhi                           | Jaipur                           |
| ---- | ----------------------------------------- | --------------------------------------------------- | ----------------------------------------------------- | ---------------------- | ------------------------------- | -------------------------------- |
| 2010 | Mumbai Cyclothon                          | No se disputó                                       | No se disputó                                         | No se disputó          | No se disputó                   | No se disputó                    |
| 2011 | Mumbai Cyclothon-Tour de Mumbai II        | Nashik Cyclothon-Tour de Mumbai I                   | No se disputó                                         | No se disputó          | No se disputó                   | No se disputó                    |
| 2012 | Tour de India III (at the city of Mumbai) | Tour de India II (at City of Nasik) (No se disputó) | Tour de India I (at the city of Pune) (No se disputó) | Tour de India-Srinagar | Tour de India-Delhi             | No se disputó                    |
| 2013 | CFI International race 1, Mumbai          | No se disputó                                       | No se disputó                                         | No se disputó          | CFI International race 3, Dehli | CFI International race 2, Jaipur |

## Palmarés
- Nota:En amarillo, ediciones amateur.

### Mumbai
| Año  | Ganador            | Segundo              | Tercero         |
| ---- | ------------------ | -------------------- | --------------- |
| 2010 | Juan José Haedo    | Dirk Müller          | Tobias Erler    |
| 2011 | Robert Hunter      | Elia Viviani         | Jonathon McEvoy |
| 2012 | Navuti Liphongyu   | Nikita Panassenko    | Matthias Plarre |
| 2013 | Nur Amirul Marzuki | Muhammad Ahmad Zamri | Sachin Kumar    |

### Nashik
| Año  | Ganador      | Segundo       | Tercero    |
| ---- | ------------ | ------------- | ---------- |
| 2011 | Elia Viviani | Robbie McEwen | Tayler Day |

### Srinagar
| Año  | Ganador          | Segundo            | Tercero               |
| ---- | ---------------- | ------------------ | --------------------- |
| 2012 | Ahmed Almansoori | Thomas John Naveen | Sarawut Sirironnachai |

### Dehli
| Año  | Ganador               | Segundo            | Tercero         |
| ---- | --------------------- | ------------------ | --------------- |
| 2012 | Nikita Panassenko     | Matthias Plarre    | Abdullo Akparov |
| 2013 | Mohd Nor Umardi Rosdi | Nur Amirul Marzuki | Sat Bir Singh   |

### Jaipur
| Año  | Ganador                 | Segundo          | Tercero            |
| ---- | ----------------------- | ---------------- | ------------------ |
| 2013 | Anwar Azis Muhd Shaiful | Sangamesh Talwar | Abhinandan Bhosale |

## Palmarés por países
| País      | Victorias |
| --------- | --------- |
| Argentina | 1         |
| Malasia   | 1         |
| Sudáfrica | 1         |

| País   | Victorias |
| ------ | --------- |
| Italia | 1         |

| País                   | Victorias |
| ---------------------- | --------- |
| Emiratos Árabes Unidos | 1         |

| País    | Victorias |
| ------- | --------- |
| Malasia | 1         |

| País    | Victorias |
| ------- | --------- |
| Malasia | 1         |

## Estadísticas

### Victorias de carreras por países
| País                   | Victorias |
| ---------------------- | --------- |
| Malasia                | 3         |
| Argentina              | 1         |
| Italia                 | 1         |
| Sudáfrica              | 1         |
| Emiratos Árabes Unidos | 1         |